# Dimotiko Stadio Edessas
Das Dimotiko Stadio Edessas (deutsch Städtisches Stadion Edessa) ist ein Fußballstadion mit Leichtathletikanlage in der griechischen Stadt Edessa. Die Haupttribüne bietet Platz für 6.000 Zuschauer. Während der erfolgreichen Zeit von Edessaikos FC, in der Super League 2, fanden dort häufig etwa 10.000 Fans Platz. Die Anlage umfasst auch den alten Basketballplatz von Edessa, ein städtisches Fitnessstudio und eine kleine Rasenfläche hinter der hinteren Tribüne.